# Bodufushi (Vaavu-atol)
Bodufushi is een van de onbewoonde eilanden van het Vaavu-atol behorende tot de Maldiven.